# Burgruine Altenschönegg
Die Burgruine Altenschönegg, auch Alten-Schönegg, Altschönegg, Oberschönegg, Schönegg und heute Römerturm genannt, ist die Ruine einer Niederungsburg am Ortsausgang der Gemeinde Oberschönegg in Richtung Babenhausen im schwäbischen Landkreis Unterallgäu in Bayern.

## Geschichte

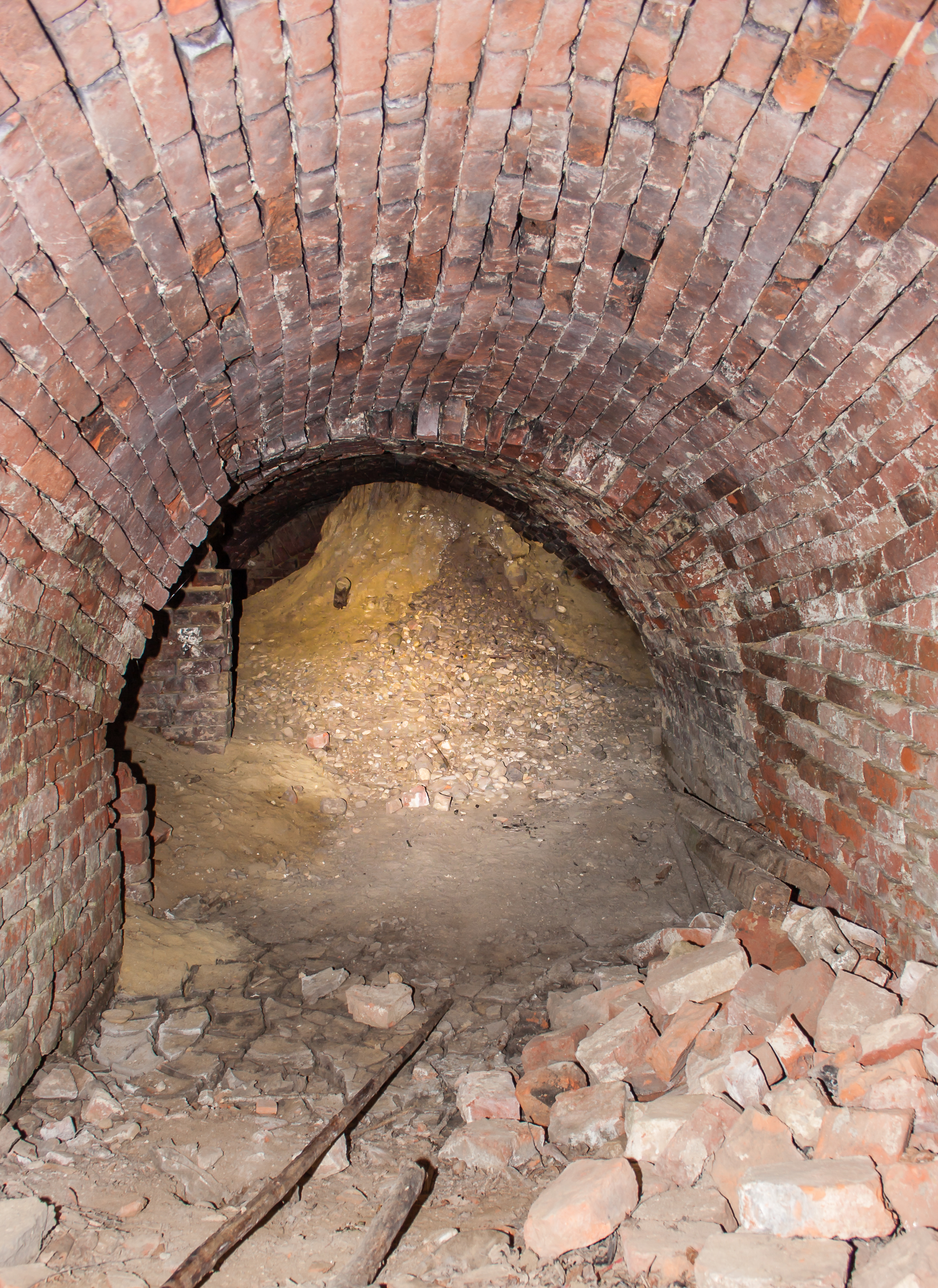
Blick in die eingestürzte Burg

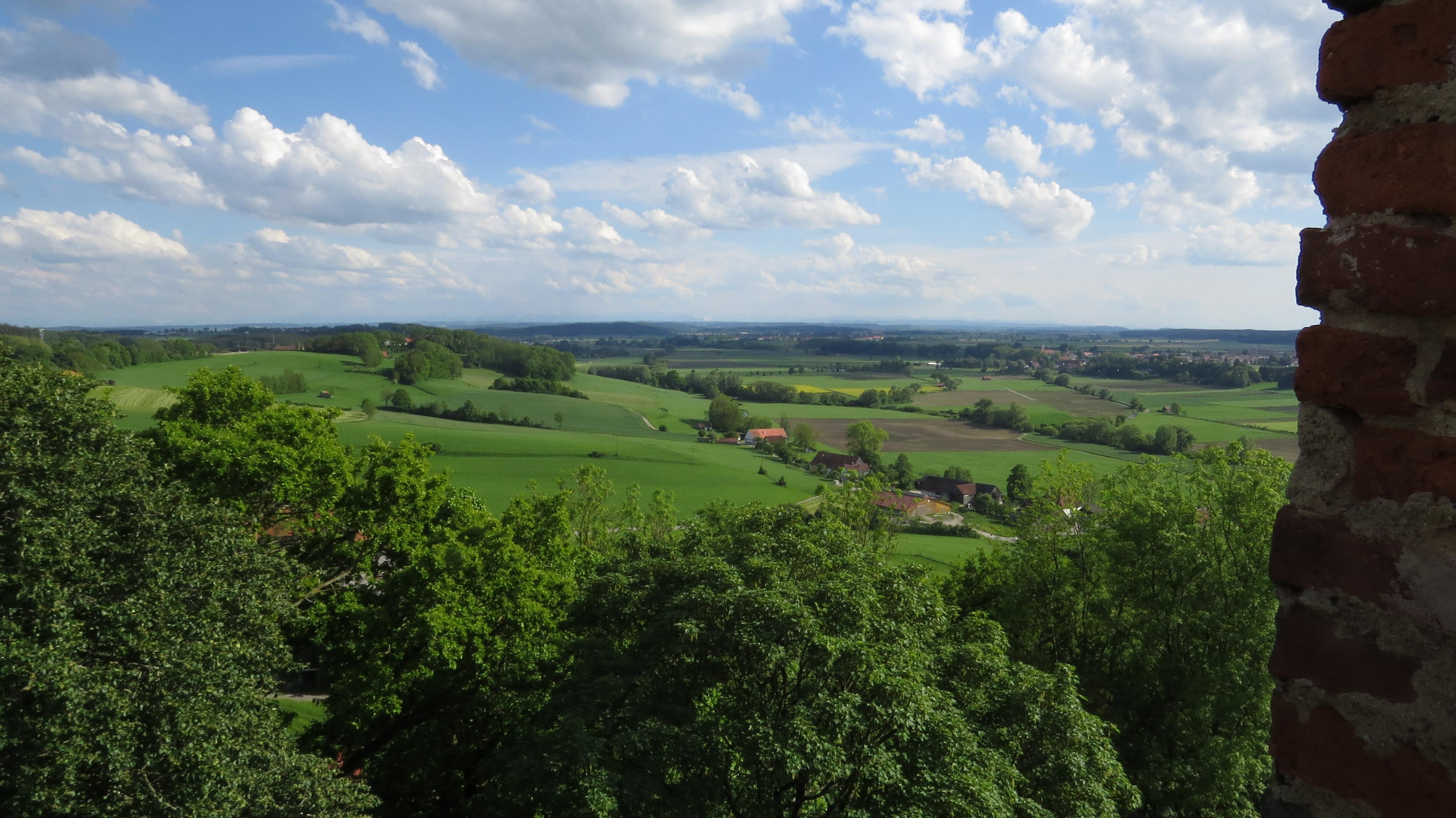
Ausblick vom Römerturm

Die Burg wurde erstmals 1220 erwähnt und war Sitz des bedeutenden Reichsministerialengeschlechts der Herren von Schönegg. 1237 werden sie urkundlich auch als Lehnsnehmer der Pfalzgrafen von Tübingen auf der Burg Kellmünz sowie der Burg Babenhausen erwähnt. Sie gründeten 1273 das in der Nähe gelegene Frauenkloster Klosterbeuren. Die Burg Altenschönegg wurde angeblich 1281 durch König Rudolf von Habsburg und 1319 von Memminger Bürgern zerstört.
Seit 1355 Pflegamt des Hochstifts Augsburg. In diesem Jahr erwarb der Augsburger Bischof Marquard I. von Randeck die Herrschaft Schönegg, nachdem das Geschlecht im Mannesstamm ausgestorben war. In der Zeit von 1395 bis 1462 war die Burg an die Herren von Aichelberg, danach an den bischöflichen Hofmeister Stain von Ronsperg verpfändet. Bischof Burkhard von Ellerbach aus Augsburg warf dem Stadtrat zu Memmingen vor, dass die Bürger Memmingens die Burgkapelle St. Burkard – wohl im Städtekrieg 1388/1389 – zerstört hätten. Die Burg selbst wurde wiederholt zerstört. So 1446 durch Bürger von Ulm und 1462 im Streit Kaiser Friedrichs III. mit Herzog Ludwig IX. Den Status des Pflegeamtes der Hochstifts Augsburgs behielt die Burg bis 1802 bei.
Am 3. Juni 1809 erwarb Reichsfürst Anselm Maria Fugger von Babenhausen den quadratischen 30 Meter hohen Backstein-Bergfried mit einem Sockelgeschoss aus Nagelfluhquader, ließ ihn instand setzen und machte ihn als sogenannten Römerturm der Bevölkerung als Aussichtsturm zugänglich. Der Turm besteht im unteren Bereich aus Quadersteinen aus dem 12. oder frühen 13. Jahrhunderts. Das Oberteil, aus Backsteinen gemauert, dürfte aus dem 15. oder 16. Jahrhundert stammen. Ebenfalls war Weinried, das sogenannte „Siebenhügeldorf“ im Besitz der Fugger.